# Oncidium leucochilum
O Oncidium leucochilum é uma espécie de orquídeas do género Oncidium, da subfamilia Epidendroideae, pertencente à família das Orquidáceas. É nativa do sudeste do México e Guatemala.

## Sinônimos
- Oncidium digitatum Lindl. (1842)
- Oncidium polychromum Scheidw. (1844)
- Cyrtochilum leucochilum Planch. (1849)
- Oncidium leucochilum var. digitatum (Lindl.) Lindl. (1855)
- Oncidium leucochilum f. speciosum Regel (1873)